# Мокотжо, Камохело
Камохело Мокотжо (англ. Kamohelo Mokotjo; 11 марта 1991, Одендалсрус, Ориндж-Фри-Стейт, ЮАР) — южноафриканский футболист, полузащитник.
В декабре 2016 года получил гражданство Нидерландов, лишившись гражданства ЮАР, но в марте 2017 ему было возвращено южноафриканское гражданство.

## Клубная карьера
Мокотжо начал карьеру в академии «Суперспорт Юнайтед». Дебютировал в первой команде в возрасте 16 лет, заменив Шейна Поггенпоэля 20 декабря 2008 года. Больше на поле не выходил и в августе 2009 года покинул клуб.
28 августа 2009 года Мокотжо перешёл в нидерландский клуб «Фейеноорд», из которого отправился в аренду в «Эксельсиор». За «Фейеноорд» дебютировал 21 сентября 2010 года в третьем раунде Кубка Нидерландов 2010/11 против «Роды». В основном он выходил на замену, но 13 февраля 2012 года клуб продлил с ним контракт согласно опции на два года, до середины 2014 года. Сезон 2011/12 он закончил с 22 матчами и помог «Фейеноорду» занять второе место.
10 мая 2013 года Мокотжо перешёл в «ПЕК Зволле».
8 августа 2014 года Мокотжо подписал четырёхлетний контракт с клубом «Твенте». В первом сезоне забил один гол, отыграв в 40 матчах. После ухода Фелипе Гутьерреса был назначен капитаном команды на сезон 2016/17 и получил прозвище «Генерал». Сыграл 33 матча и забил один гол. Покинул клуб в июле 2017 года, отыграв 105 матчей и забив три гола в течение трёх сезонов.
7 июля 2017 года Мокотжо переехал в Англию, подписав трёхлетний контракт с клубом Чемпионшипа «Брентфорд». Сумма трансфера составила £880 тыс. (€1 млн). Свой первый гол за клуб он забил в матче против «Сандерленда» 17 февраля 2018 года и завершил сезон 2017/18, сыграв 44 матча. В августе 2020 года по истечении контракта покинул «Брентфорд».
20 августа 2020 года Мокотжо перешёл по свободному трансферу в клуб MLS «Цинциннати». Из-за проблем с получением разрешения на работу и прохождением карантина по прибытии из-за границы его дебют в американской лиге отсрочился до 3 октября 2020 года, когда в матче против «Миннесоты Юнайтед» он вышел на замену на 89-й минуте вместо Матьё Депланя. 18 января 2022 года «Цинциннати» осуществил выкуп гарантированного контракта Мокотжо.
В январе 2022 года Мокотжо проходил просмотр в своём бывшем клубе «Твенте», но подписание контракта сорвалось из-за обнаружившейся у него незалеченной травмы колена. После операции на колене он прошёл реабилитацию в «Твенте» и начал подготовку к сезону 2022/23 с клубом. В начале августа 2022 года у Мокотжо случился рецидив травмы колена, что сделало заключение контракта между ним и «Твенте» невозможным.

## Карьера в сборной
Выступал за сборную ЮАР U12 в 2003 году. Играл в сборной U20, которая участвовала в чемпионате мира в 2009 году. Входил в состав сборной U23 во время неудачной попытки пробиться на летние Олимпийские игры 2012 года.
В главной команде дебютировал 11 сентября 2012 года в матче против Мозамбика. Он провёл ещё четыре игры в течение следующих трёх лет, прежде чем объявить о своём уходе в апреле 2016 года. Однако вернулся в команду 25 марта 2017 года.

## Достижения
«Суперспорт Юнайтед»
- Чемпион ЮАР: 2008/09

ПЕК Зволле
- Обладатель Кубка Нидерландов: 2013/14
- Обладатель Суперкубка Нидерландов: 2014